# ألمينار دي سوريا
المنارة أو (نقحرة: ألمينار دي سوريا) هي بلدية تقع في مقاطعة سوريا، في منطقة قشتالة وليون، في إسبانيا. يبلغ عدد سكانها 342 نسمة وذلك حسب إحصاء السكان سنة 2004. يبلغ ارتفاعها عن سطح البحر قرابة 1007 متر. تبلغ مساحتها 106 كم².

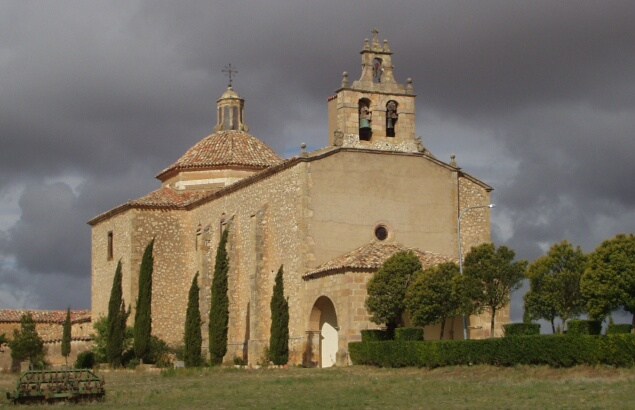
كنيسة المنارة.

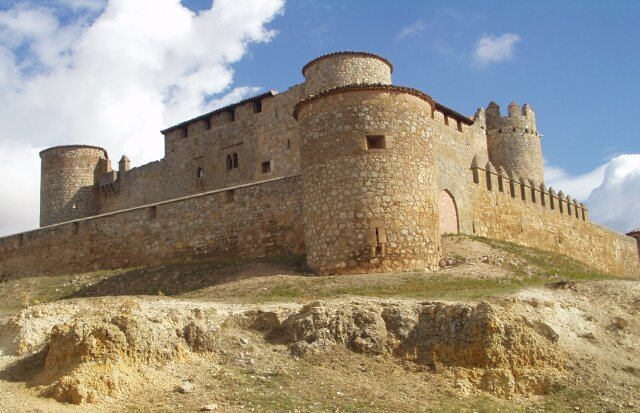
قلعة المنارة.